# Mio Otani (football)
Pour les articles homonymes, voir Mio et Otani.
Cet article concerne une footballeuse japonaise. Pour l'actrice japonaise, voir Mio Otani.
Mio Otani (大谷 未央, Otani Mio), née le 5 mai 1979, est une joueuse internationale de football japonaise.

## Biographie
Le 31 mai 2000, elle fait ses débuts dans l'équipe nationale japonaise contre l'Australie. Elle participe à la Coupe du monde 2003, 2007 et Jeux olympiques d'été 2004. Elle compte 73 sélections et 31 buts en équipe nationale du Japon de 2000 à 2007.

## Statistiques
Le tableau ci-dessous présente les statistiques de Mio Otani en équipe nationale
| Équipe du Japon | Équipe du Japon | Équipe du Japon |
| Année           | Matchs          | Buts            |
| --------------- | --------------- | --------------- |
| 2000            | 5               | 0               |
| 2001            | 11              | 9               |
| 2002            | 10              | 2               |
| 2003            | 14              | 13              |
| 2004            | 10              | 7               |
| 2005            | 7               | 0               |
| 2006            | 9               | 0               |
| 2007            | 7               | 0               |
| Total           | 73              | 31              |

## Palmarès
- Finaliste de la Coupe d'Asie 2001